# NECCI
NECCI（ネッチ、2月4日 -）は、日本の作詞家。神奈川県横浜市在住。アーチストランド所属。

## 主な作品
- 今井麻美「夢のMAHOROBA」（2011年2月23日発売「フレーム越しの恋」カップリング）
- CHARIS「TEENAGE CRISIS」（2011年11月9日発売）TBSテレビ「エンプラ」2011年11・12月度オープニング・テーマ/FM愛知「音遊塾」2011年11月度オープニングテーマ
- 橘佳奈「Steppin' my way」（2016年5月3日発売 ※配信シングル）作詞：Kana Tachibana & NECCI
- アイドルカレッジ「パンタスティック！」（2017年5月10日発売）SBSテレビ（静岡放送）TVアニメ「パンパカパンツ おNEWさん」 OPテーマ